# Виноградівська міська рада
Виногра́дівська міська́ ра́да — адміністративно-територіальна одиниця та орган місцевого самоврядування в Виноградівському районі Закарпатської області. Адміністративний центр — місто Виноградів.

## Загальні відомості
- Територія ради: 32,09 км²
- Населення ради: 25 481 особа (станом на 1 січня 2011 року)
- Територією ради протікає річка Тиса

## Населені пункти
Міській раді підпорядковані населені пункти:
- м. Виноградів

## Склад ради
Рада складається з 38 депутатів та голови.
- Голова ради: Бочкай Степан Золтанович
- Секретар ради: Чейпеш Марія Іванівна

### Керівний склад попередніх скликань
| Прізвище, ім'я, по батькові | Основні відомості                                               | Дата обрання | Дата звільнення |
| --------------------------- | --------------------------------------------------------------- | ------------ | --------------- |
| Бочкай Степан Золтанович    | Міський голова, 1960 року народження, освіта вища, безпартійний | 26.03.2006   | 31.10.2010      |
| Бочкай Степан Золтанович    | Міський голова, 1960 року народження, освіта вища, безпартійний | 31.10.2010   |                 |

Примітка: таблиця складена за даними сайту Верховної Ради України

### Депутати
За результатами місцевих виборів 2010 року депутатами ради стали:

#### За суб'єктами висування
| Суб'єкт висування                                                                    | Кількість обраних депутатів | %    |
| ------------------------------------------------------------------------------------ | --------------------------- | ---- |
| Партія регіонів                                                                      | 20                          | 52,6 |
| Єдиний Центр                                                                         | 4                           | 10,5 |
| Політична партія Всеукраїнське об'єднання «Батьківщина»                              | 3                           | 7,9  |
| Політична партія «Наша Україна»                                                      | 3                           | 7,9  |
| КМКС «Партія угорців України»                                                        | 2                           | 5,3  |
| Політична партія «Фронт Змін»                                                        | 2                           | 5,3  |
| Демократична партія угорців України                                                  | 1                           | 2,6  |
| Політична партія «Сильна Україна»                                                    | 1                           | 2,6  |
| Політична партія «УДАР (Український Демократичний Альянс за Реформи) Віталія Кличка» | 1                           | 2,6  |
| Українська соціал-демократична партія                                                | 1                           | 2,6  |

#### За округами
| № округу                                                                             | Прізвище, ім'я, по батькові   | Дата визнання обраним | Освіта             | Партійна приналежність                                                                     | Відомості про обраного депутата                                            |
| ------------------------------------------------------------------------------------ | ----------------------------- | --------------------- | ------------------ | ------------------------------------------------------------------------------------------ | -------------------------------------------------------------------------- |
| Демократична партія угорців України                                                  |                               |                       |                    |                                                                                            |                                                                            |
| б/м                                                                                  | Фозекош Йосип Йосипович       | 02.11.2010            | вища               | позапартійний                                                                              | приватний підприємець                                                      |
| Єдиний Центр                                                                         |                               |                       |                    |                                                                                            |                                                                            |
| б/м                                                                                  | Альч Любов Михайлівна         | 02.11.2010            | середня спеціальна | член Єдиного Центру                                                                        | тимчасово не працює                                                        |
| б/м                                                                                  | Боршош Іван Іванович          | 02.11.2010            | вища               | позапартійний                                                                              | Виноградівська дитяча юнацька спортивна школа, директор                    |
| 7                                                                                    | Звір Михайло Іванович         | 02.11.2010            | середня            | позапартійний                                                                              | фермерське господарство «Звір», голова                                     |
| 19                                                                                   | Телеп'янович Михайло Юрійович | 02.11.2010            | вища               | позапартійний                                                                              | ПрАТ «ПМК-78», заступник голови правління                                  |
| «КМКС» Партія угорців України"                                                       |                               |                       |                    |                                                                                            |                                                                            |
| б/м                                                                                  | Нодь Клара Тіборівна          | 02.11.2010            | вища               | член політичної партії «КМКС» Партія угорців України"                                      | Товариство угорської культури Закарпаття, секретар-референт                |
| б/м                                                                                  | Кудрон Золтан Емілович        | 02.11.2010            | вища               | член політичної партії «КМКС» Партія угорців України"                                      | Товариство угорської культури Закарпаття, інженер ЕОМ                      |
| Партія регіонів                                                                      |                               |                       |                    |                                                                                            |                                                                            |
| б/м                                                                                  | Сіладі Ольга Мар'янівна       | 02.11.2010            | вища               | позапартійна                                                                               | Виноградівська ЦРЛ, лікар                                                  |
| б/м                                                                                  | Матей Тіберій Адальбертович   | 02.11.2010            | вища               | позапартійний                                                                              | приватний підприємець                                                      |
| б/м                                                                                  | Кабиш Ігор Васильович         | 02.11.2010            | вища               | член Партії регіонів                                                                       | приватний підприємець                                                      |
| б/м                                                                                  | Костак Юлія Дезидерівна       | 02.11.2010            | вища               | позапартійна                                                                               | відділ проектно-планувального підприємства «Виноградів-проект», архітектор |
| б/м                                                                                  | Гунцелізер Габріел Андрійович | 02.11.2010            | вища               | позапартійний                                                                              | приватний підприємець                                                      |
| 1                                                                                    | Роман Михайло Михайлович      | 02.11.2010            | вища               | член Партії регіонів                                                                       | ТзОВ «Гео-сев», інженер-землевпорядник                                     |
| 3                                                                                    | Зеленяк Василь Васильович     | 02.11.2010            | вища               | позапартійний                                                                              | приватний підприємець                                                      |
| 4                                                                                    | Чейпеш Марія Іванівна         | 02.11.2010            | вища               | позапартійна                                                                               | Виноградівська міська рада, секретар                                       |
| 5                                                                                    | Поляк Владислав Миколайович   | 02.11.2010            | вища               | позапартійний                                                                              | приватний підприємець                                                      |
| 6                                                                                    | Бушко Василь Іванович         | 02.11.2010            | вища               | член Партії регіонів                                                                       | ТзОВ «Піонер», адміністратор                                               |
| 8                                                                                    | Гріга Андрій Андрійович       | 02.11.2010            | вища               | позапартійний                                                                              | Виноградівська загальноосвітня школа І-ІІІ ст. № 4, заступник директора    |
| 9                                                                                    | Ісаєвич Яна Михайлівна        | 02.11.2010            | вища               | член Партії регіонів                                                                       | приватний підприємець                                                      |
| 10                                                                                   | Сугай Тетяна Григорівна       | 02.11.2010            | вища               | член Партії регіонів                                                                       | приватний підприємець                                                      |
| 11                                                                                   | Дорчинець Юрій Яношович       | 02.11.2010            | вища               | позапартійний                                                                              | приватний підприємець                                                      |
| 12                                                                                   | Шерегі Йосип Йосипович        | 02.11.2010            | вища               | позапартійний                                                                              | тимчасово не працює                                                        |
| 13                                                                                   | Фізеші Йосип Йосипович        | 02.11.2010            | вища               | позапартійний                                                                              | тимчасово не працює                                                        |
| 14                                                                                   | Вайда Йосип Адальбертович     | 02.11.2010            | вища               | позапартійний                                                                              | Пересувна механізована колона 78, голова правління                         |
| 15                                                                                   | Шіпош Габор Гаврилович        | 23.05.2013            | середня спеціальна | позапартійний                                                                              | приватний підприємець                                                      |
| 17                                                                                   | Мисар Василь Михайлович       | 02.11.2010            | вища               | позапартійний                                                                              | Виноградівська районна лікарня, лікар                                      |
| 18                                                                                   | Матрунич Іван Іванович        | 02.11.2010            | вища               | член Партії регіонів                                                                       | ТзОВ «Піонер», директор                                                    |
| Політична партія Всеукраїнське об'єднання «Батьківщина»                              |                               |                       |                    |                                                                                            |                                                                            |
| б/м                                                                                  | Палчей Василь Васильович      | 02.11.2010            | вища               | член Всеукраїнського об'єднання «Батьківщина»                                              | приватний підприємець                                                      |
| б/м                                                                                  | Чедрик Михайло Михайлович     | 02.11.2010            | вища               | член Всеукраїнського об'єднання «Батьківщина»                                              | банк «Кредо-банк», завідувач відділу                                       |
| б/м                                                                                  | Савинець Мальвіна Йосипівна   | 02.11.2010            | вища               | член Всеукраїнського об'єднання «Батьківщина»                                              | пенсіонер                                                                  |
| Політична партія «Наша Україна»                                                      |                               |                       |                    |                                                                                            |                                                                            |
| б/м                                                                                  | Фабриков Тиберій Григорович   | 02.11.2010            | вища               | член Політичної партії «Наша Україна»                                                      | ТзОВ «Ортекс-ЛТД» м. Виноградів, директор                                  |
| б/м                                                                                  | Дрошковці Тетяна Юріївна      | 02.11.2010            | вища               | член Політичної партії «Наша Україна»                                                      | приватний підприємець                                                      |
| 2                                                                                    | Баник Йосип Йосипович         | 02.11.2010            | середня            | член Політичної партії «Наша Україна»                                                      | приватний підприємець                                                      |
| Політична партія «Сильна Україна»                                                    |                               |                       |                    |                                                                                            |                                                                            |
| б/м                                                                                  | Ліспух Всеволод Михайлович    | 02.11.2010            | вища               | член Політичної партії «Сильна Україна»                                                    | ВСМАП «Виноградів», начальник відділу                                      |
| Політична партія «УДАР (Український Демократичний Альянс за Реформи) Віталія Кличка» |                               |                       |                    |                                                                                            |                                                                            |
| б/м                                                                                  | Товт Олександр Олександрович  | 02.11.2010            | середня            | член Політичної партії «УДАР (Український Демократичний Альянс за Реформи) Віталія Кличка» | приватний підприємець                                                      |
| Політична партія «Фронт Змін»                                                        |                               |                       |                    |                                                                                            |                                                                            |
| б/м                                                                                  | Любка Віталій Володимирович   | 02.11.2010            | вища               | член Політичної партії «Фронт Змін»                                                        | ТОВ «Шаян», консультант                                                    |
| б/м                                                                                  | Галмай Ганна Антонівна        | 02.11.2010            | вища               | член Політичної партії «Фронт Змін»                                                        | ЗАТ «Торговий центр», директор                                             |
| Українська соціал-демократична партія                                                |                               |                       |                    |                                                                                            |                                                                            |
| 16                                                                                   | Русанюк Михайло Михайлович    | 02.11.2010            | вища               | член Української соціал-демократичної партії                                               | КС «Святий Мартин», директор                                               |